# 航空教育・訓練軍団
航空教育・訓練軍団（こうくうきょういく・くんれんぐんだん Air Education and Training Command:通称AETC）は、1993年に創設されたアメリカ空軍の主要軍団（メジャー・コマンド）の一つ。メジャー・コマンドの中でも大将（4つ星）が司令官を務める7つの軍団のうちの1つで、指揮系統では空軍参謀本部に直属する。主に、空軍への新入隊員を募集し、募集した新入隊員に軍事教育、技能訓練、飛行訓練を行う組織である。司令部および部隊は、テキサス州サンアントニオ郊外のランドルフ空軍基地に存在する。
現任司令官はブライアン・S・ロビンソン空軍中将。

## 歴史
このAETCは、アメリカ陸軍航空軍航空訓練軍団(Air Training Command,ATC)を前身としている。ATCは、1942年に創設され、現在までに1,300万人以上を教育してきた。ATCは1942年に創設されて以来、1993年まで運用されたが、施設の数は第二次世界大戦中の600施設を最高に、1993年7月1日の再編制開始時には13施設しか存在しなかった。
また、司令部は、1940年半ばはテキサス州フォートワースおよびルイジアナ州バークスデール空軍基地に所在していた。その後、1949年にイリノイ州スコット空軍基地へ移動。1957年に現在のランドルフ空軍基地に司令部を置くようになった。
ATCは、1993年7月1日に従来のATCおよび空軍大学を整理、統合し、教育訓練専門の部隊として再編し、航空教育・訓練軍団(AETC)となった。

## 任務
主な任務は、空軍への新入隊員を募集し、アメリカ空軍士官および下士官、兵に知能能力向上を行うため、在任中の期間を通じてその地位に応じた教育訓練を実施することである。
その教育課程は、隊員のレベルに応じて予備役教育（正規任用前の教育）、専門教育および専門識能教育が段階的に準備されており、訓練を施す。下士官の場合、空軍軍人としての基本的な教育を終了し、部隊に配属される前に専門技術訓練を受ける事になる。現在は、2,200以上の専門技術教育課程が存在している。

## 編制
2つの番号付き航空軍、空軍大学、空軍募集サービス、ウィルフォード医療センターなどで編制されていて、制服の現役隊員はおよそ70,000人および文官はおよそ14,000人以上が所属している（2005年）。また、航空機は1,600機以上保有している。
- 第2空軍
- 第19空軍